# Marydel
Marydel és una població dels Estats Units a l'estat de Maryland. Segons el cens del 2000 tenia 147 habitants.

## Demografia
Segons el cens del 2000, Marydel tenia 147 habitants, 47 habitatges, i 32 famílies. La densitat de població era de 946 habitants per km².
Dels 47 habitatges en un 38,3% hi vivien nens de menys de 18 anys, en un 48,9% hi vivien parelles casades, en un 17% dones solteres, i en un 29,8% no eren unitats familiars. En el 25,5% dels habitatges hi vivien persones soles el 8,5% de les quals corresponia a persones de 65 anys o més que vivien soles. El nombre mitjà de persones vivint en cada habitatge era de 3 i el nombre mitjà de persones que vivien en cada família era de 3,42.
Per edats la població es repartia de la següent manera: un 28,6% tenia menys de 18 anys, un 12,2% entre 18 i 24, un 31,3% entre 25 i 44, un 18,4% de 45 a 60 i un 9,5% 65 anys o més.
L'edat mediana era de 32 anys. Per cada 100 dones de 18 o més anys hi havia 133,3 homes.
La renda mediana per habitatge era de 25.250 $ i la renda mediana per família de 26.500 $. Els homes tenien una renda mediana de 22.083 $ mentre que les dones 12.083 $. La renda per capita de la població era de 12.379 $. Entorn del 20,8% de les famílies i el 16,5% de la població estaven per davall del llindar de pobresa.

## Poblacions més properes
El següent diagrama mostra les poblacions més properes.